# فوسكو
فوسكو (بالبرتغالية: Fusco‏) (15 ديسمبر 1972 بلشبونة في البرتغال - ) هو لاعب كرة قدم برتغالي في مركز الوسط. لعب مع لوليتيانو ونادي بيرا مار وSeixal F.C. ‏ ونادي فابريل.

## وصلات خارجية
- فوسكو على موقع قاعدة بيانات كرة القدم.إي يو (الإنجليزية)
- فوسكو على موقع عالم كرة القدم.نت (الإنجليزية)